# ルーカス・クネヒト
ルーカス・ポール・クネヒト（1993年3月30日 - ）は、北マリアナ諸島出身のサッカー選手。ポジションはディフェンダー。「14歳と2日」という男子サッカー国際試合の最年少の出場記録を持っている。

## 経歴
大学時代
代表チームでの出場を果たしたクネヒトは、ニュージーランドのマウント・アルバート・グラマー・スクールで学び、その後、アメリカ合衆国・ジョージア州ののジョージア・サウスウェスタン州立大学に進学し、同大の「GSW ハリケーンズ」でプレーした。得点こそなかったものの8回の出場機会を得た 。

## 北マリアナ諸島代表として
当時14歳と2日だったクネヒトは、北マリアナ諸島代表として、2007年4月1日のグアム戦に出場。これは、史上最年少での男子サッカー国際試合出場である   。それ以来、国際試合に11回出場している。2014AFCチャレンジカップの予選では、3試合すべてに出場している 。

## 個人成績

### 代表での成績
2019年1月6日現在
| ナショナルチーム           | 年     | 出場 | ゴール |
| -------------------------- | ------ | ---- | ------ |
| サッカー北マリアナ諸島代表 | 2007年 | 1    | 0      |
| サッカー北マリアナ諸島代表 | 2008年 | 0    | 0      |
| サッカー北マリアナ諸島代表 | 2009年 | 3    | 0      |
| サッカー北マリアナ諸島代表 | 2010年 | 0    | 0      |
| サッカー北マリアナ諸島代表 | 2011年 | 0    | 0      |
| サッカー北マリアナ諸島代表 | 2012年 | 2    | 0      |
| サッカー北マリアナ諸島代表 | 2013年 | 3    | 0      |
| サッカー北マリアナ諸島代表 | 2014年 | 2    | 0      |
| 合計                       | 合計   | 11   | 0      |